# Арзамас (литературное общество)
«Арзама́сское о́бщество безве́стных люде́й», или просто «Арзама́с» (14 (26) октября 1815 — 7 (19) апреля 1818) — закрытое дружеское общество и литературный кружок, объединявший сторонников нового «карамзинского» направления в литературе. «Арзамас» поставил себе задачей борьбу с архаическими литературными вкусами и традициями, защитники которых состояли в обществе «Беседы любителей русского слова», основанном А. С. Шишковым. Членами «Арзамаса» были как литераторы (среди прочих В. А. Жуковский, К. Н. Батюшков, А. С. Пушкин), так и политические и общественные деятели (С. С. Уваров, Д. Н. Блудов, Д. В. Дашков и другие).
В противовес торжественной официальности собраний «Беседы» заседания «Арзамаса» имели характер весёлых дружеских встреч. Название «Арзамас» было взято из памфлета Блудова, а все члены «Арзамаса» наделялись шутливыми прозвищами, заимствованными из баллад Жуковского. Так, сам Жуковский стал Светланой, Вяземский — Асмодеем, Пушкин — Сверчком и т. п. Внутри кружка было множество различных традиций, пародирующих устои «Беседы» и Российской академии, масонов и православную церковь. На заседаниях арзамасцы читали эпиграммы, шутливые протоколы и критически разбирали собственные сочинения. Символом общества стал гусь арзамасской породы, которого подавали к столу.
После вступления в общество будущих декабристов и закрытия «Беседы» арзамасцы попытались сделать работу кружка более серьёзной и задумали издание собственного журнала. Однако дальше составления плана дело не пошло. В 1818 году «Арзамас» распался. Внешней причиной был разъезд многих его членов из Санкт-Петербурга. Фактически же арзамасцы не сошлись в своих социально-политических взглядах.

## Причины возникновения

### Языковая программа Шишкова

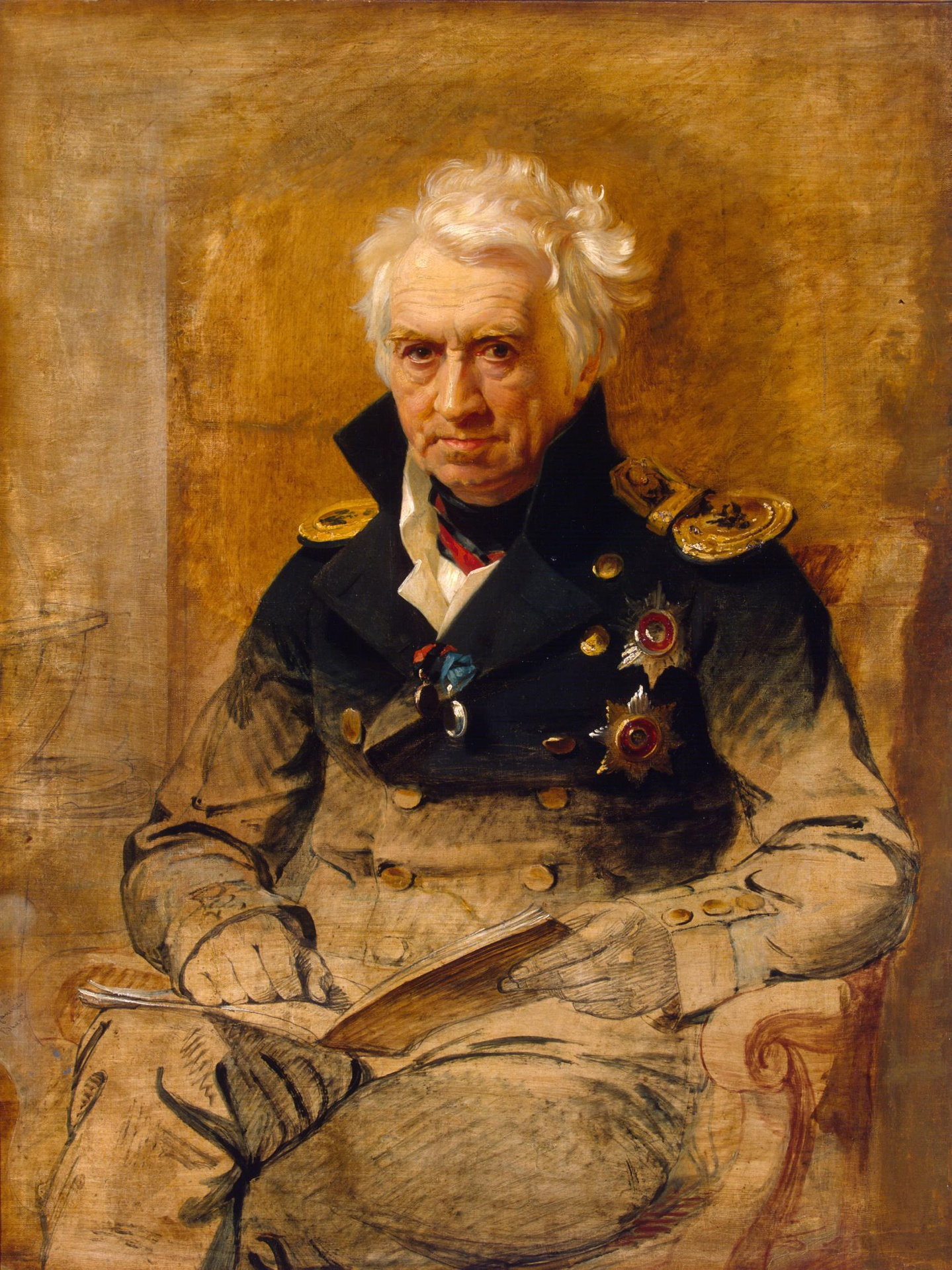
Портрет А. С. Шишкова

В России XVIII века в употреблении было несколько разновидностей русского языка, которые резко контрастировали между собой. С одной стороны, существовали виды письменного языка: язык церковных книг (церковнославянский), юридический и т. д. С другой стороны, имелся разговорный русский язык. Учёный М. В. Ломоносов (1711—1765) отнёс каждый из таких видов речи к определённому языковому стилю: высокому (церковнославянский), низкому (разговорный) и среднему (слова, принадлежащие обоим языкам). Посредством смешения стилей Ломоносов предложил составить жанры классицистической литературы, также разделённые на высокие (смесь высокого и среднего стилей) и низкие (смесь среднего и низкого стилей). Сам Ломоносов работал в высоком жанре, то есть писал сложным книжным языком. За развитие «средних» жанров как усреднение «высокого» и «низкого», их сглаживание, взялись поэт А. П. Сумароков и другие поэты его школы. Эти два направления задали курс для следующего поколения литераторов.
Писатель Александр Семёнович Шишков (1754—1841) взял курс на ломоносовскую школу. Он создал пуристическую языковую программу, выступая за сохранение славянской лингвистики и против распространения иностранных слов в русском языке. В частности, в оппозицию заимствованиям Шишков выдумывал собственные слова на славянский манер. Противоположный курс взял историк и литератор Николай Михайлович Карамзин (1766—1826). Посредством заимствований и введения семантических калек с французского языка он создал программу разговорного русского языка, на котором предположительно могло бы общаться образованное общество. В реальности на тот момент дворянство в России, будучи билингвическим, говорило преимущественно на французском.
К началу XIX века идеи Шишкова и Карамзина продолжали оставаться актуальными. Их последователей в современном литературоведении называют «шишковистами» и «карамзинистами» или «архаистами» и «новаторами» соответственно. В 1811 году у шишковистов появилось своё литературное общество «Беседа любителей русского слова». Среди членов были сам Шишков, Г. Р. Державин, И. А. Крылов. «Беседа» регулярно проводила собрания дома у Державина и выпускала периодическое издание «Чтения в „Беседе любителей русского слова“». В 1813 году Шишков занял пост президента Российской Академии, где главной задачей было составление толкового словаря. Словарь был выдержан в рамках языкового пуризма, а между Академией и «Беседой» установилась неразрывная ассоциация.

### Комедия Шаховского
23 сентября (5 октября) 1815 года состоялась премьера пьесы драматурга и члена «Беседы» А. А. Шаховского «Урок кокеткам, или Липецкие воды», которая являлась сатирой на литераторов-романтиков и поэта В. А. Жуковского в частности. В ней положительные персонажи были представлены патриотами, а сторонники иностранных и модных течений показаны в отрицательном ключе. Также в некоторых персонажах угадывались С. С. Уваров и В. Л. Пушкин. Жуковский и его приятели, будущие арзамасцы, были на премьере.
Можно вообразить себе положение бедного Жуковского, на которого обратилось несколько нескромных взоров! Можно себе представить удивление и гнев вокруг него сидящих друзей его! Перчатка была брошена; ещё кипящие молодостию Блудов и Дашков спешили поднять её.Из мемуаров Ф. Ф. Вигеля.
Комедия вызвала негативную реакцию будущих арзамасцев и спровоцировала их на открытое противостояние «беседчикам». Д. В. Дашков и П. А. Вяземский после премьеры опубликовали свои статьи в адрес Шаховского, а тексты и эпиграммы от того же Дашкова и Д. Н. Блудова, из-за их язвительности не годящиеся к печати, до автора «Липецких вод» доносил Ф. Ф. Вигель, чтобы ему отомстить. Конфликт вокруг пьесы послужил началом открытой полемики архаистов и новаторов, а также толчком к созданию карамзинистами своего общества.

## Деятельность «Арзамаса»

### 1815—1816
Однажды Блудов проездом в Оренбургскую губернию остановился в городе Арзамасе. В гостинице, где он разместился, ему показалось, что какие-то собравшиеся за столом «безвестные люди» беседуют о литературе. Этот эпизод вдохновил его сочинить памфлет в адрес Шаховского, а также стал причиной названия литературного кружка.
«Арзамасское общество безвестных людей» возникло 14 (26) октября 1815 года. В этот день на первом собрании в доме Уварова, которому и принадлежала идея создания такого общества, присутствовали шесть человек: Жуковский, Блудов, Уваров, Дашков, А. И. Тургенев и С. П. Жихарев. Они в несерьёзной форме отказались от общения с членами «Беседы» и Русской Академии, приняв шуточное «крещение», после которого каждый получил прозвища, взятые из баллад Жуковского. На следующих собраниях в кружок были приняты П. И. Полетика, Д. П. Северин и А. Ф. Воейков. Уже на третьем заседании было решено «определить занятия Арзамаса, <…> заниматься различными приятностями, читая друг другу стишки, царапать друг друга критическими колкостями и прочее». На четвёртом собрании 18 (30) ноября 1815 года Блудов предложил критически разбирать новинки отечественной и иностранной литературы, но «сие предложение не разлакомило членов и не произвело в умах их никакой нравственной похоти». В итоге решили разбирать и критиковать собственные сочинения. На последующих собраниях арзамасцы занимались именно этим. Однако порой в кружке поднимались не только литературные, но и общественно-политические вопросы. Члены общества условились собираться еженедельно, но с такой периодичностью собрания проходили только в течение 1815 года. С последующего года «Арзамас» собирался примерно раз в месяц.
Среди самих арзамасцев существовали разные взгляды на деятельность кружка. По воспоминаниям Уварова, никакой чёткой цели в нём не было. С его слов, «Арзамас» был обществом молодых людей, связанных любовью к литературе и родному языку. Уваров указывал на «преимущественно критическую» направленность: в кружке, как правило, занимались анализом литературных произведений. П. А. Вяземский видел в «Арзамасе» «школу взаимного литературного обучения, литературного товарищества». Жуковский находил в характере собраний преимущественно несерьёзные, пародийные элементы.
В некоторых моментах несхожи были и литературные вкусы арзамасцев. Неоклассицизм, античность, романтизм, французские или немецкие литературные традиции поодиночке входили в круг интересов разных членов кружка. Однако все они были едины во взглядах на языковую реформу Карамзина. Он был главным противником Шишкова и ориентиром для «Арзамаса». В знак уважения Карамзина сделали почётным членом кружка и устроили в честь него отдельное собрание. В 1816 году, когда Карамзину пришлось остаться в Петербурге для печатания «Истории государства Российского», его дом в Царском Селе посещали многие арзамасцы. На этих встречах присутствовал и учившийся в то время в лицее А. С. Пушкин. В том же году он впервые провозгласил себя «арзамасцем» — так, например, он и подписывается в послании Жуковскому. Однако рассмотрение его кандидатуры и официальное принятие в кружок произошли позднее.
В «Арзамасе» было обычным делом избирать членов до их согласия на вступление в общество. Так, 14 (26) октября 1815 года в кружок заочно записали Д. В. Давыдова, Вяземского, В. Л. Пушкина и К. Н. Батюшкова, а 22 октября записали и Вигеля. Формально же на заседании Вяземский впервые присутствовал 24 февраля (7 марта) 1816-го, а В. Пушкин в марте того же года. Когда именно был формально принят Давыдов, неизвестно.
Специально для В. Пушкина арзамасцы выдумали шуточный ритуал вступления. Дома у Уварова его одели в хитон, обшитый раковинами, надели широкополую шляпу и выдали посох. Василию Львовичу завязали глаза и повели в комнату, где остальные арзамасцы пускали ему под ноги хлопушки. Затем под речь Жуковского его закидали шубами, после чего повели в другой зал и сняли повязку. Там Пушкину предстояло пронзить стрелой чучело, олицетворявшее Шишкова. В ходе церемонии он также поцеловал лиру и сову, принял из рук Дашкова гуся и произвёл омовение из таза с водой. Каждый элемент ритуала имел символический смысл и сопровождался речью одного из арзамасцев. 11 (23) ноября 1816 года в кружок вступил Д. А. Кавелин. На том же заседании впервые присутствовал Н. И. Тургенев, но в «Арзамас» пока принят не был.

### 1817—1818
24 февраля (8 марта) 1817 года в кружок был принят Н. Тургенев, а 22 апреля (4 мая) 1817 года — М. Ф. Орлов. В день своего избрания Орлов высказал идею о публикации арзамасского журнала. Живший в Москве Вяземский ещё до этого писал столичным приятелям о такой необходимости. Хотя Жуковский настаивал на несерьёзном характере деятельности («Арзамасская критика должна ехать верхом на галиматье», — говорил он), Уваров, Блудов и Дашков были с ним не согласны, и с приходом будущих декабристов — Н. Тургенева и Орлова, которые хотели использовать ресурсы «Арзамаса» для воплощения своих либеральных идей, — было решено издавать журнал. Решение было принято единогласно. Сомневался лишь Блудов, однако и он поддержал идею. 27 августа (8 сентября) 1817-го на заседания впервые попал Батюшков, а также был принят А. А. Плещеев.
В пушкинистике существует проблема точной датировки избрания в «Арзамас» А. Пушкина. Считается, что он был избран заочно в июне-июле 1817 года. Допускается и его посещение некоторых заседаний до своего избрания. 13 (25) августа 1817-го в «Арзамас» был принят ещё один будущий декабрист, Н. М. Муравьёв. Заседания на тот момент начали принимать серьёзный характер, с чем не мог смириться Жуковский. Арзамасцы планировали до октября собрать материал для четырёх номеров будущего журнала. Предполагалось, что первый номер должен был выйти 1 (13) января 1818-го, а в год планировалось издавать по 12 номеров. Уваров и Блудов были назначены редакторами. По буффонаде Жуковского был нанесён удар, когда в августе 1817 года составили «Устав „Арзамасского общества безвестных людей“» с прописанными в нём целями общества и обязанностями членов. В этот период беседы «Арзамаса» приобрели политический, во многом крамольный характер. «Ум от нас отступился! Мы перестали смеяться — / Смех заступила зевота, чума окаянной Беседы!», — иронизировал Жуковский.
К концу 1817 года часть арзамасцев разъехалась из Петербурга по делам: Вяземский — в Варшаву, Дашков — в Константинополь, Орлов — в Киев, Полетика — в Вашингтон. Блудов уезжал в Лондон. По этому случаю 7 (19) апреля 1818 года было проведено последнее собрание «Арзамаса». На нём в доме Уварова присутствовали сам Блудов, оба Тургеневы, Уваров, Батюшков, Вигель, а также — впервые как член кружка — А. Пушкин. Разъезд членов кружка был только внешней причиной завершения его деятельности. Фактически арзамасцы не сошлись в своих социально-политических взглядах.
Буффонада явилась причиной рождения «Арзамаса», и с этого момента буффонство определило его характер. Мы объединились, чтобы хохотать во всё горло, как сумасшедшие; и я, избранный секретарем общества, сделал немалый вклад, чтобы достигнуть этой главной цели, т. е. смеха; я заполнял протоколы галиматьёй, к которой внезапно обнаружил колоссальное влечение. До тех пор пока мы оставались только буффонами, наше общество оставалось деятельным и полным жизни; как только было принято решение стать серьёзными, оно умерло внезапной смертью.Из письма Жуковского к Ф. фон Мюллеру от 12 (24) мая 1846 года (оригинал на французском)

## Члены кружка
На момент появления устава «Арзамаса» и до завершения деятельности кружка в обществе состояло 20 человек:
| Портрет | Имя, деятельность в кружке | Прозвище |
|         | Сергей Семёнович Уваров (1786—1855). В 1811 году женился по расчёту на фрейлине Е. А. Разумовской, дочери графа А. К. Разумовского, который чуть позже стал министром народного просвещения. Благодаря тестю Уваров получил чин действительного статского советника и место попечителя санкт-петербургского учебного округа. Именно Уварову принадлежит идея создания кружка. | Прозвище «Старушка», взято из «Баллады, в которой описывается, как одна старушка ехала на чёрном коне вдвоём, и кто сидел впереди» Жуковского. |
|         | Дмитрий Николаевич Блудов (1785—1864). С 1814 года служил в Министерстве иностранных дел. Арзамасцы, пародируя традицию в Российской Академии, читали посмертные речи в честь живых членов «Беседы». На одном из собраний Блудов произнёс шуточную речь И. С. Захарову, который вскоре на самом деле скончался. При отъездах Жуковского Блудов заменял его в роли секретаря. | Случай с Захаровым послужил поводом наречь Блудова «Кассандрой», так как она, согласно мифу, предсказывала несчастья. Прозвище также отсылало к одноимённой балладе Жуковского. |
|         | Александр Иванович Тургенев (1784—1846). В 1810 году был назначен директором департамента Главного управления духовных дел иностранных исповеданий. Соединял с этой должностью звания и помощника статс-секретаря в Государственном Совете и старшего члена Совета комиссии составления законов. Несмотря на то, что был одним из основателей кружка, не принимал участия в его пародийных традициях. Однако Тургенев вёл постоянную переписку с московскими членами «Арзамаса». Также благодаря ему Вяземский и Батюшков получили выгодные места, а Жуковский — пенсию.                                                                                           | В кружке Тургенев был известен как «Эолова Арфа»; прозвище дано в честь одноимённой баллады Жуковского. |
|         | Василий Андреевич Жуковский (1783—1852). К моменту создания кружка был знаменитым поэтом. Его прославил «Певец во стане русских войнов», написанный им в 1812 году. В 1814-м Жуковский написал «Послание императору Александру» и по инициативе императрицы Марии Фёдоровны переехал в Петербург, где занялся литературной деятельностью, а с 1817 года — и преподаванием при дворе. Являлся постоянным секретарём «Арзамаса», записывал протоколы собраний. | В честь своей же баллады был прозван «Светланой». |
|         | Дмитрий Васильевич Дашков (1789—1839). С середины 1810-х годов работал в Министерстве иностранных дел. Ещё за несколько лет до существования кружка он был участником полемики с архаистами. Дашков вёл себя подчёркнуто серьёзно, был вспыльчив и нетерпелив. Он заикался, но когда, по воспоминаниям Вигеля, «касался важного предмета, то говорил плавно, чисто, безостановочно». | В среде арзамасцев был прозван «Чу», Жуковский же называл его Дашенькой. «Чу» — это междометие, часто употребляемое в балладах Жуковского. |
|         | Степан Петрович Жихарев (1787—1860). С 1806 года работал переводчиком в Коллегии иностранных дел. Жихарев был хорошо знаком с Шишковым и Державиным и в конце 1800-х участвовал в их литературных встречах, а также был членом «Московского общества любителей российской словесности». Поэтому, хотя шишковистом он не являлся, ему пришлось зачитать посмертную речь в честь самого себя. | Имел прозвище «Громобой» в честь одноимённой баллады Жуковского. |
|         | Пётр Иванович Полетика (1778—1849). С 1798 года был переводчиком в Коллегии иностранных дел. В 1802—1814 годах работал в разных русских посольствах в Европе и Америке. Пётр Иванович был прямодушным, говорил не много, но веско. Любил использовать в речи житейские афоризмы или анекдоты. Ему принадлежит фраза: «В России от дурных мер, принимаемых правительством, есть спасение: дурное исполнение». | По причине многих переездов получил прозвище «Очарованный Челнок», что также отсылало к «Адельстану»: «И, осанясь, лебедь статный Легкой цепию повлёк Вдоль по Реину обратно Очарованный челнок». |
|         | Дмитрий Петрович Северин (1792—1865). Служил дипломатом. Занимался литературной деятельностью, но успехов не имел. Вигель вспоминал о нём: «…это было удивительное слияние дерзости с подлостью; но надобно признаться — никогда ещё не видал я холопство, облеченное в столь щеголеватые и благородные формы». | Прозвище «Резвый Кот», взято из баллады Жуковского «Пустынник»: «Кружится резвый кот пред ними; В углу кричит сверчок…» |
|         | Александр Фёдорович Воейков (1778—1839). Литератор и переводчик Воейков в 1814 году женился на А. А. Протасовой, которой Жуковский посвятил балладу «Светлана». Благодаря этому браку он породнился с поэтом. Приятельство с Василием Андреевичем помогло ему попасть в «Арзамас», однако остальные арзамасцы приняли его с неохотой и только из-за уважения к Жуковскому. | В обществе у него было два прозвища: «Дымная Печурка» и «Две Огромные Руки». Оба взяты из произведений Жуковского. Первое — из баллады «Пустынник»: «И старец зрит гостеприимный, Что гость его уныл, И светлый огонек он в дымной Печурке разложил». Второе — из «Адельстана»: «В бездне звуки отразились; Отзыв грянул вдоль реки; Вдруг… из бездны появились Две огромные руки». |
|         | Денис Васильевич Давыдов (1784—1839). В чине подполковника перед Бородинским сражением первым высказал мысль о необходимости партизанской войны. Успешно проводил партизанские кампании на территории противника, а также отличился в других военных мероприятиях Отечественной войны. В результате дослужился до генерала-лейтенанта. Был известен и как поэт — писал стихи, прославляющие гусарский быт. | В «Арзамасе» имел прозвище «Армянин», взятое из баллады Жуковского «Алина и Альсим»: «Однажды, приуныв, Алина Сидела; вдруг Купца к ней вводит армянина Её супруг». |
|         | Пётр Андреевич Вяземский (1792—1878). В 1807 году остался сиротой, после чего находился на попечении у Карамзина, который был женат на его старшей сестре. Это повлияло на литературные интересы Вяземского. В 1808 году он опубликовал первые стихи, с 1810-х обратился к жанру гражданской лирики. В период деятельности кружка жил в Москве, тем не менее принимал активное участие в жизни общества. Благодаря постоянной переписке с А. Тургеневым Вяземский был в курсе всех новостей кружка и его членов. | Арзамасское прозвище — «Асмодей» — взято из баллады Жуковского «Громобой»: «Но всем бедам найти конец Я способы имею; К тебе нежалостлив Творец — Прибегни к Асмодею». |
|         | Василий Львович Пушкин (1766—1830). Поэт, дядя А. Пушкина. Был старше многих приятелей по кружку: на момент вступления ему было 46 лет. Однако с молодыми товарищами Василий Львович сходился легко, но без фамильярности. Ближе всех общался с А. Тургеневым и Вяземским. | Получил прозвище «Вот» — часто повторяющееся слово в балладе «Светлана». Через неделю после церемонии вступления он опоздал на собрание и в ходе спора был переименован в «Вот Я Вас» и назначен старостой. Позже за плохие стихи был разжалован и переименован в «Вотрушку», но вскоре восстановлен в звании и в прозвище.                                                         |
|         | Константин Николаевич Батюшков (1787—1855). Знаменитый поэт. Его мать страдала психическим расстройством, которое передалось ему по наследству, и беспокойство о своей судьбе всю жизнь преследовало Батюшкова. Участвовал в заграничном походе русской армии 1813—14 годов, дошёл до Парижа. После пребывания за границей вернулся в Петербург, где безответно влюбился в молодую девушку Анну Фурман. В отчаянии он уехал в свой полк, стоявший в Каменец-Подольске, а через год оставил навсегда военную службу, вернулся в Петербург, где вступил в «Арзамас».                                                                                                 | Его звали «Ахиллом», иронизируя над небольшим ростом поэта. Прозвище также отсылало к одноимённой балладе Жуковского. |
|         | Филипп Филиппович Вигель (1786—1856). К 1816 году был правителем канцелярии архитектурного комитета Санкт-Петербурга. Активного участия в жизни «Арзамаса» не принимал, к деятельности «Беседы» был равнодушен (в некоторой степени даже считал её полезной). В арзамасский круг входил преимущественно из-за деловых интересов, стараясь поддерживать связи с влиятельными людьми. Был известен своими колкими высказываниями. В момент, когда хотел произнести остроту, он брал щепотку табаку из табакерки, которую постоянно вертел в руках. При этом его друзьям казалось, будто он «клюёт» пальцами, словно журавль клювом, что стало причиной его прозвища. | «Ивиковым» стал в честь баллады Жуковского «Ивиковы журавли». |
|         | Дмитрий Александрович Кавелин (1778—1851). Приятель Жуковского, Дашкова и А. Тургенева по Московскому университетскому пансиону. На момент вступления в кружок был директором Главного педагогического института. По воспоминаниям Вигеля, Кавелин «почти всегда молчал, неохотно улыбался и между нами был совершенно лишний». | Имел прозвище «Пустынник» в честь одноимённой баллады Жуковского. |
|         | Николай Иванович Тургенев (1789—1871). Будущий декабрист. С 1813 года работал с реформатором Германии Генрихом Штейном, что повлияло на взгляды Тургенева касательно крестьянского вопроса. Вернувшись в Россию в 1816 году, служил в комиссии составления законов, в министерстве финансов и в канцелярии Государственного Совета, где был помощником статс-секретаря. | Имел прозвище «Варви́к» в честь одноимённой баллады Жуковского. |
|         | Михаил Фёдорович Орлов (1788—1842). Отличился в сражениях антинаполеоновских войн, принимал капитуляцию Парижа, получил звание генерал-майора. В 1815 году сблизился с Н. Тургеневым, обсуждал с ним крестьянский вопрос. Орлов первым в истории России XIX века открыто выступил за отмену крепостного права. В период своей жизни в Петербурге, вступив в «Арзамас», настоял на выпуске арзамасского журнала. Хотел переформировать кружок, направить его на общественно-политические цели. | Имел прозвище «Рейн» в честь реки, фигурировавшей в балладе Жуковского «Адельстан». |
|         | Александр Алексеевич Плещеев (1778—1862). Переводчик и коллежский асессор. В отставке жил в родовом имении в Орловской губернии, где соседство со сводной сестрой Жуковского позволило ему познакомиться с поэтом. Впоследствии они стали друзьями. После смерти жены Плещеев приехал в Петербург, где был принят, по инициативе Жуковского, в «Арзамас». | За свою внешность получил прозвище «Чёрный Вран», взятое из «Светланы»: «Чёрный вран, свистя крылом, Вьётся над санями…» |
|         | Никита Михайлович Муравьёв (1795—1843). Будущий декабрист, капитан гвардейского Генерального штаба, участник заграничных походов 1813—1814 годов. В Париже познакомился с деятелями французской революции, что также определило либеральные взгляды Муравьёва. По возвращении в Россию участвовал в создании первого тайного общества декабристов — «Союза спасения». | В «Арзамасе» имел прозвище «Адельстан» в честь одноимённой баллады. В записях Жуковского касательно арзамасского журнала упоминается некий «Статный Лебедь». Предполагается, что это ещё одно прозвище Муравьёва. |
|         | Александр Сергеевич Пушкин (1799—1837). Хотел присоединиться к кружку, будучи ещё лицеистом, однако формально был принят в него только после окончания лицея и побывал в качестве полноправного члена лишь на его последнем заседании. | За свои сочинения в арзамасском духе, которые он писал ещё в стенах лицея, получил прозвище «Сверчок», что отсылало к стиху из «Светланы»: «С треском пыхнул огонёк, Крикнул жалобно Сверчок, Вестник полуночи». |

Некоторых уважаемых ими людей арзамасцы производили в почётные члены общества. Избранные лица редко бывали на собраниях, не имели прозвищ и, как правило, не расписывались в протоколах заседаний. Такими лицами стали:
- Николай Михайлович Карамзин
- Александр Николаевич Салтыков
- Михаил Александрович Салтыков
- Юрий Александрович Нелединский-Мелецкий
- Иван Иванович Дмитриев[11]
- Иоанн Каподистрия[19]
- Григорий Иванович Гагарин[43].

## Формат собраний

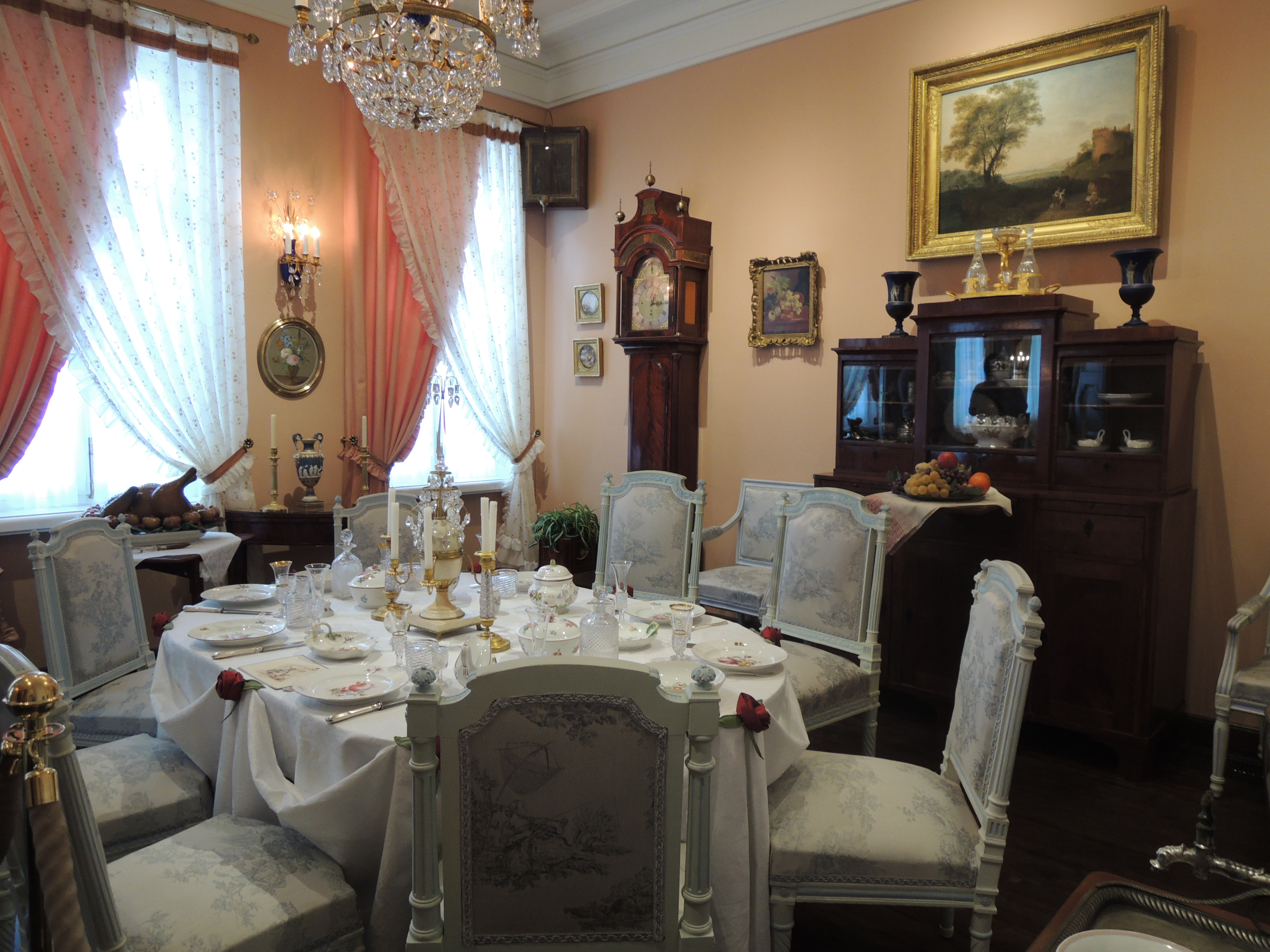
Столовая в Доме-музее Василия Львовича Пушкина с воспроизведением обеда общества «Арзамас».

Заседания «Арзамаса» проходили в неофициальной форме. Характер общения был дружеским и даже намеренно шутовским. Ирония присутствовала и в полном названии кружка — «Арзамасское общество безвестных людей», поскольку в действительности многие его члены обладали известностью и общественным влиянием. В качестве символа общества был выбран гусь арзамасской породы. Его изобразили на печати «Арзамаса», а также традиционно подавали к столу в конце заседания. В процессе собрания составлялись шуточные протоколы с использованием архаичной формы письма. Их датировка производилась по шуточному летосчислению от начала «Липецкого потопа» — премьеры комедии Шаховского.
«Арзамас» позиционировал себя как противоположность «Беседы» с её официальной серьёзностью, поэтому собрания были игровые и в иных моментах пародийные. Например, пародировалась традиция в Российской Академии, где практиковалось пожизненное членство и новый академик мог попасть на место старого только после смерти последнего, произнеся при этом речь в честь покойного. Новоиспечённые арзамасцы читали посмертные речи в честь живых шишковистов, и только Жихарев (как действительный член шишковского общества) «отпевал» самого себя. Также при вступлении в кружок зачитывалась клятва, пародировавшая клятву масонов. На каждое собрание по жребию избирался президент или председатель. И новоиспечённый член, зачитывая речь, и председатель должны были носить на голове красный колпак. Каким-либо образом провинившимся членам надевали белый колпак.
Встречи проходили с разной периодичностью и в разных местах — как правило, по четвергам, преимущественно в Петербурге в домах Уварова (Малая Морская ул., 21), Блудова (Невский проспект, 80), Тургенева (набережная р. Фонтанки, 20) и Плещеева (Галерная ул., 12). Часть арзамасцев жила главным образом в Москве. В. Пушкин, Давыдов, Вяземский, а также периодически приезжающий Батюшков составляли неофициальное московское крыло общества, которое иногда проводило собрания. Было условлено нарекать «Арзамасом» любое место сборища нескольких членов кружка, даже если это место — «чертог, хижина, колесница, салазки». И действительно, 10 (22) августа 1816 года местом заседания стала карета, направлявшаяся в Царское Село. Арзамасцы спешили к В. Пушкину восстановить его в звании старосты.
С приходом в кружок будущих декабристов — Н. Тургенева, Орлова и Муравьёва — галиматьи и буффонады на заседаниях стало меньше. Им на смену пришли политические беседы и планы по изданию журнала.

## Анализ деятельности
Из-за принадлежности большинства участников «Арзамаса» к литературной среде многие исследователи, в особенности специалисты советской эпохи, обращали внимание преимущественно на литературную составляющую деятельности клуба. Акцент делался на полемику между «новаторами», которые выступали за обогащение русского языка иностранными заимствованиями, и «архаистами», чья позиция была в сохранении основ русской речи и созданием слов, основанных на славянской лингвистической системе, на замену иноязычным. Данный спор, в частности, выделял советский литературовед Ю. Н. Тынянов. До него говорилось о противостоянии классицизма и романтизма. В современных исследованиях этот спор выходит за рамки языковедения и представляется как противостояние консерваторов и либералов.
Выделяется и общественно-политическая цель «Арзамаса». Не дождавшись реформ в России после Отечественной войны 1812 года, либерально настроенные арзамасцы планировали к выпуску журнал, который, как предполагалось, должен был донести до читателей их основные идеи. Они видели Россию европейским государством, участником преобразования Европы после наполеоновских войн. Согласно их взглядам, государству нужны были реформы внутренней политики по образцу проводившихся во Франции после Реставрации Бурбонов.
Филолог О. А. Проскурин в статье «Новый Арзамас — Новый Иерусалим» объяснял значение названия общества как воплощение идеи Translatio imperii, но в культурном или литературном ключе. Translatio imperii — это концепция о переносе политического и духовного центра Европы в новую столицу. Такие предполагаемые новые центры могли называть «Новый Рим» или «Новый Иерусалим». После наполеоновских войн данная идея вновь обрела популярность. «Общество безвестных людей» называло себя «Новым Арзамасом», намекая на то, что оно некий новый идейный центр, новый культурный «Иерусалим». Проскурин, сопоставляя все библейские отсылки в письмах и протоколах арзамасцев, приходит также к выводу, что во всей «галиматье» была структура — а именно пародия на православную церковь.
Историком литературы М. И. Гиллельсоном был введён термин «арзамасское братство». Здесь имеются в виду отношения арзамасцев с начала 1810-х годов, когда общность идей начала сплачивать будущих участников кружка, до восстания декабристов, когда их взгляды на политическое устройство резко разошлись. Таким образом, само существование «Арзамаса» в данной концепции является пиком деятельности братства, но не единственным её проявлением.

## Распад арзамасского братства
Вскоре после роспуска кружка у Батюшкова начали проявляться признаки душевной болезни. Врачи советовали ему перебраться в тёплый климат, и при помощи А. Тургенева он получил место в русском посольстве в Неаполе. 19 ноября (1 декабря) 1818 года состоялись его проводы в Царском селе, где среди прочих были Муравьёв, А. Пушкин и Жуковский. Тогда друзья видели его в здравом рассудке в последний раз.
Серьёзным катализатором распада арзамасского братства стало восстание декабристов 14 (26) декабря 1825 года, после которого Муравьёв был отправлен на каторгу в Сибирь, Орлов сослан в своё имение, а Н. Тургеневу был вынесен смертный приговор. Тургенев в тот момент находился за границей и отказался возвращаться в Россию. Блудов был делопроизводителем Верховного суда над декабристами и согласился редактировать «Донесение следственной комиссии». Это решение привело к разрыву его отношений с Александром и Николаем Тургеневыми. Однажды при встрече А. Тургенев сказал Блудову в ответ на протянутую им руку: «Я никогда не подам руки тому, кто подписал смертный приговор моему брату», доведя того до слёз.
Не только восстание на Сенатской площади, но и последовавший дух николаевского времени разобщил арзамасцев. Они окончательно расслоились: одни примкнули к либеральному крылу дворянства, другие к консервативному. В числе последних были Блудов, Дашков и Уваров, которые заняли министерские посты. Уваров в 1833 году стал министром народного просвещения, ввёл теорию официальной народности, ужесточил цензуру, вступил в конфликт с А. Пушкиным, цензурировав его произведения. Полетика, Северин, Вигель, Жихарев вели умеренную службу, ничем не отличались. Однако Северин отказался принять у себя А. Пушкина, когда тот находился в южной ссылке. С годами братский круг арзамасцев сужался, и до конца верными арзамасской дружбе остались только А. Пушкин, Жуковский, Вяземский и А. Тургенев.

## Комментарии
1. ↑  По мемуарам литератора М. А. Дмитриева, кружок был назван в подражание Арзамасской школе живописи, основанной живописцом А. В. Ступиным, которую члены кружка в шутку называли Арзамасской Академией. Также в некоторых источниках утверждается, что название «Арзамас» взято из пародии Батюшкова
2. ↑  Здесь и далее, если не указано иное, приводятся цитаты из протоколов собраний, записанных Жуковским.